# Cane guida

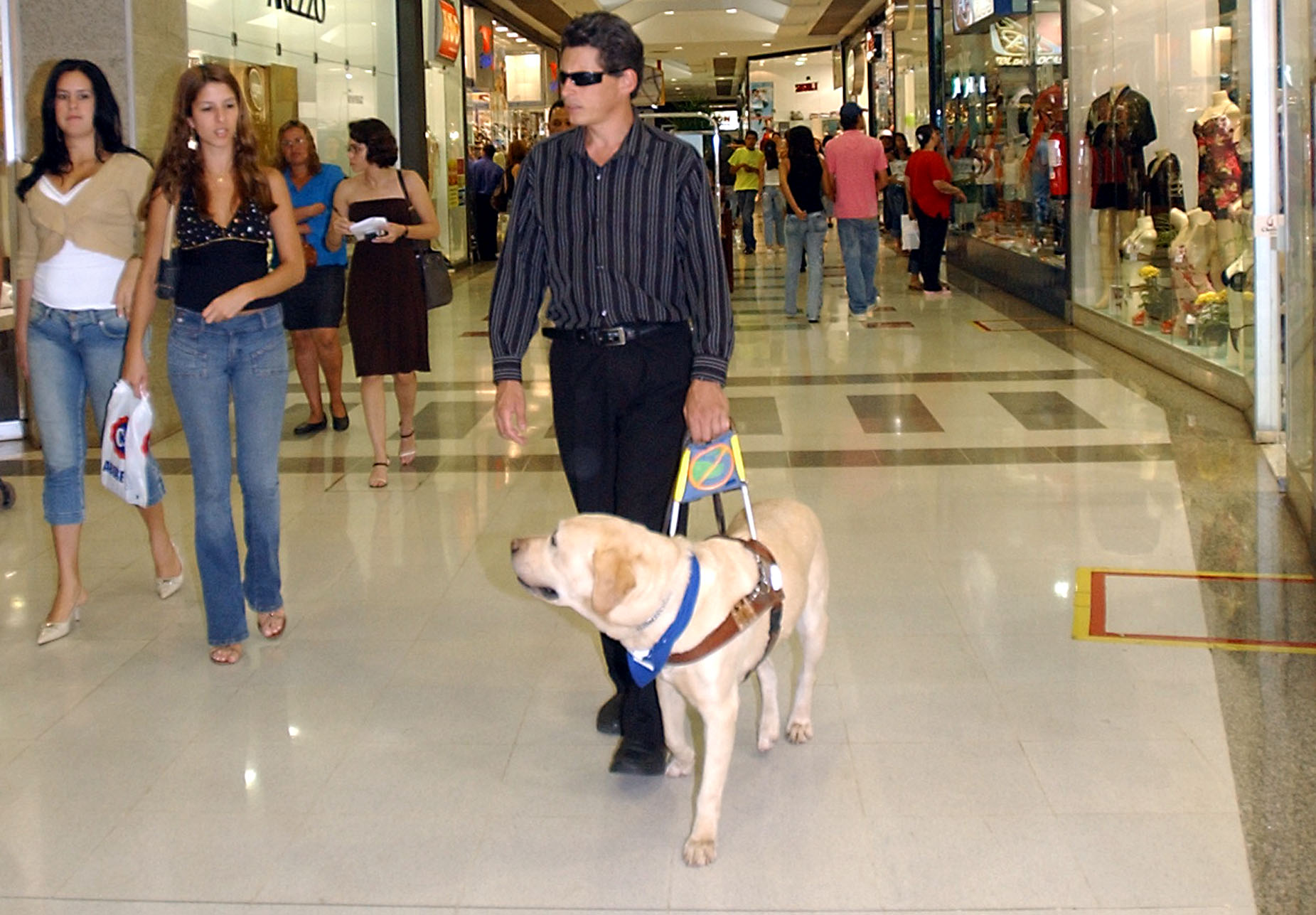
Un uomo cieco è guidato dal suo cane guida a Brasília, Brasile

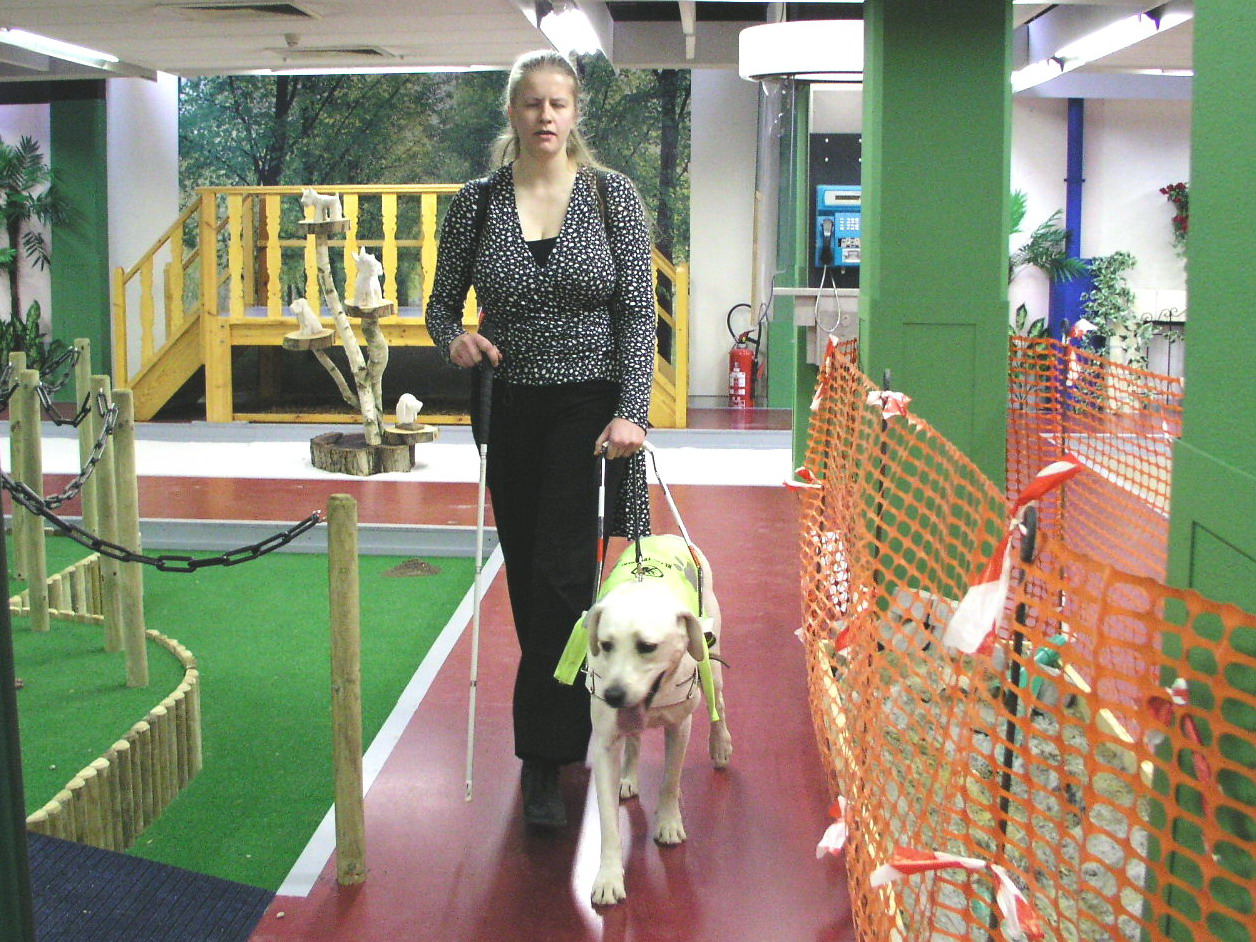
Una donna cieca impara ad usare il suo cane guida in un ambiente di prova

I cani guida, conosciuti anche come cani per non vedenti, sono cani da assistenza utilizzati da persone affette da cecità e persone ipovedenti, addestrati per aiutare queste persone a superare gli ostacoli.
Sebbene i cani possano essere addestrati a evitare diverse tipologie di ostacoli, essi sono parzialmente daltonici (rosso-verde) e non sono capaci di riconoscere i segnali stradali. La persona ha il compito di condurre il cane, basandosi sulle capacità acquisite attraverso un precedente allenamento per imparare a muoversi nello spazio.
L'addestratore può essere paragonato al navigatore di un aereo, che deve sapere come andare da un posto ad un altro, e il cane è il pilota che permette il raggiungimento della destinazione in sicurezza.
In molti paesi, i cani guida, come molti altri cani da assistenza e cani per non udenti, sono esenti dalle normative che vietano la presenza di animali in luoghi pubblici, quali ristoranti e mezzi di trasporto.

## Storia

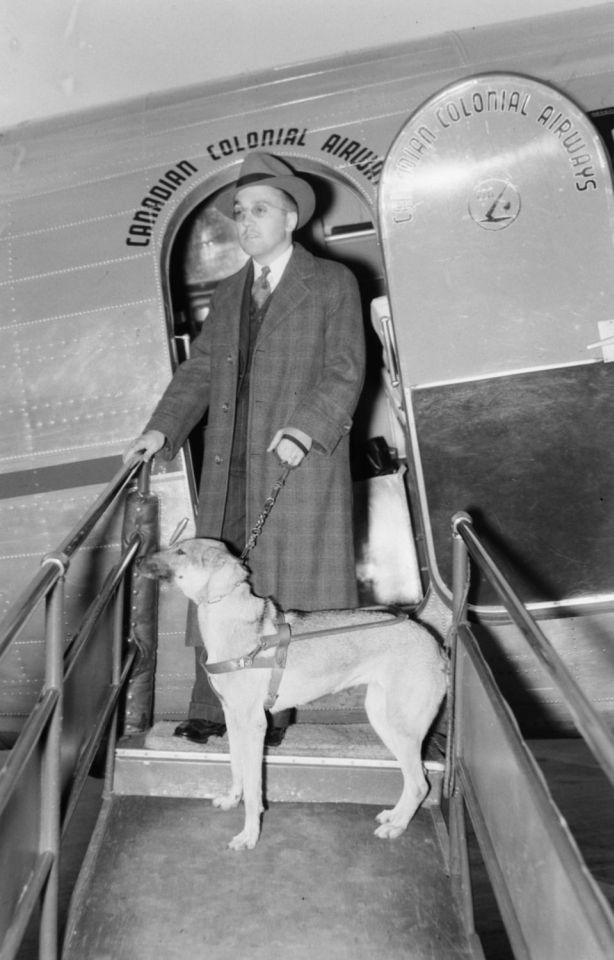
Un uomo non vedente con il suo cane guida a Montreal, 1941

Le prime testimonianze sui cani guida risalgono a metà del XVI secolo. Nel romanzo del XIX secolo Aurora Leight di Elizabeth Barret Browning, il protagonista commenta, "The blind man walks wherever the dog pulls / And so I answered." (L'uomo cieco cammina ovunque il cane tira/ E così risposi”).
La prima scuola di addestramento per cani guida fu fondata in Germania durante la prima guerra mondiale per aumentare la capacità di spostamento dei veterani di guerra diventati ciechi in combattimento. L'interesse verso i cani guida non si diffuse al di fuori della Germania finché Dorothy Harrison Eustis, un'allevatrice di cani americana residente in Svizzera, scrisse una testimonianza pubblicata sul The Saturday Evening Post nel 1927, riguardante una scuola di addestramento per cani guida a Potsdam, in Germania. All'inizio di quello stesso anno il senatore americano Thomas D. Schall del Minnesota fu affiancato a un cane guida importato dalla Germania, ma i cani guida non si diffusero in America fino a quando Morris Frank, un residente di Nashville, non ritornò dalla Svizzera dopo una sessione di addestramento con uno dei cani di Eustin, un pastore tedesco femmina di nome Buddy. Frank e Buddy intrapresero un tour pubblicitario per convincere gli Americani delle abilità dei cani guida e la necessità di permettere alle persone con un cane guida di accedere ai mezzi pubblici, hotel e altre aree aperte al pubblico.
Nel 1929 Eusis e Frank cofondarono The seeing Eye a Nashville, Tennessee (trasferito nel 1931 a New Jersey).
I primi cani guida in Gran Bretagna furono i pastori tedeschi. Alcuni dei primi furono Flash, Judy, Meta, and Folly, i quali furono consegnati ai loro nuovi padroni, veterani diventati ciechi nella prima guerra mondiale, il 6 ottobre del 1931 a Wallasey, in Merseyside. Il nuovo padrone di Judy fu Musgrave Frankland. I cani guida dell'associazione ciechi (Blind Association) in Gran Bretagna cominciarono ad operare nel 1934, benché il loro primo addestratore stabile nel tempo fosse un ufficiale dell'esercito russo, il capitano Nikolai Liakhoff, il quale si trasferì nel Regno Unito nel 1933.

## Ricerche
Importanti studi sul comportamento e sui metodi di addestramento dei cani guida vennero fatti tra gli anni '20 e '30 da Jakob von Uexfüll ed Emanuel Georg Sarris.
Essi studiarono la ricchezza dei cani guida e introdussero metodi avanzati di addestramento. Ci sono stati anche importanti studi sulle discriminazioni subite da persone che utilizzano cani guida e di assistenza.

## Razze

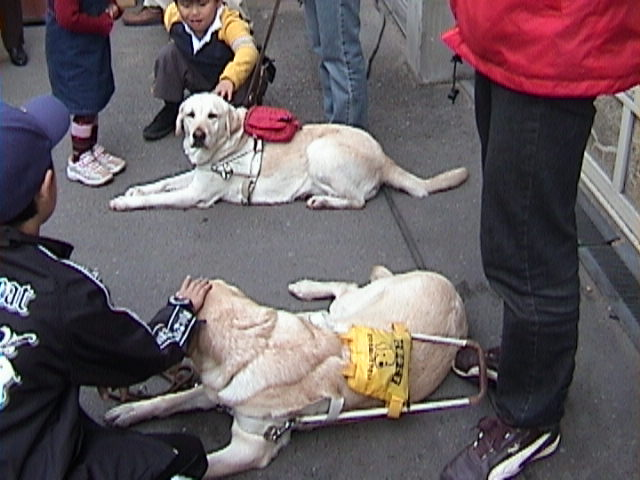
Cani guida Labrador Retriever che riposano.

All'inizio gli addestratori cominciarono a domandarsi quali razze di cani fossero più appropriate per il ruolo di guida; ad oggi Golden Retriever, Labrador e Pastore tedesco sono le razze scelte maggiormente come cani guida, tuttavia vengono selezionate anche altre razze, come Barbone, Cane da Pastore Scozzese, Border Collie, Australian Shepard, Staffordshire Terrier, Bracco Ungherese, Dobermann, Rottweiler, American Pit Bull Terrier, Boxer, Airedale Terrier, Flat Coat Retriever.
Le razze dei cani guida sono scelte in base alla misura dell'altezza a livello della spalla rispetto alla lunghezza dell'imbragatura e dell'altezza del soggetto.
Sono comuni anche incroci come Golden Retriever/Labrador (popolari entrambi per la loro intelligenza, il lavoro etico e la maturazione precoce) e Labradoodle (Labrador/ Barbone, allevati per assicurare cani con minore perdita di pelo per chi vi fosse allergico).
Ad oggi la razza più popolare utilizzata su scala globale è il Labrador Retriever. Questa razza ha una grande varietà di stazze, è facile da mantenere dato il pelo corto, è generalmente sana e ha un temperamento gentile e disponibile.

## Accessibilità

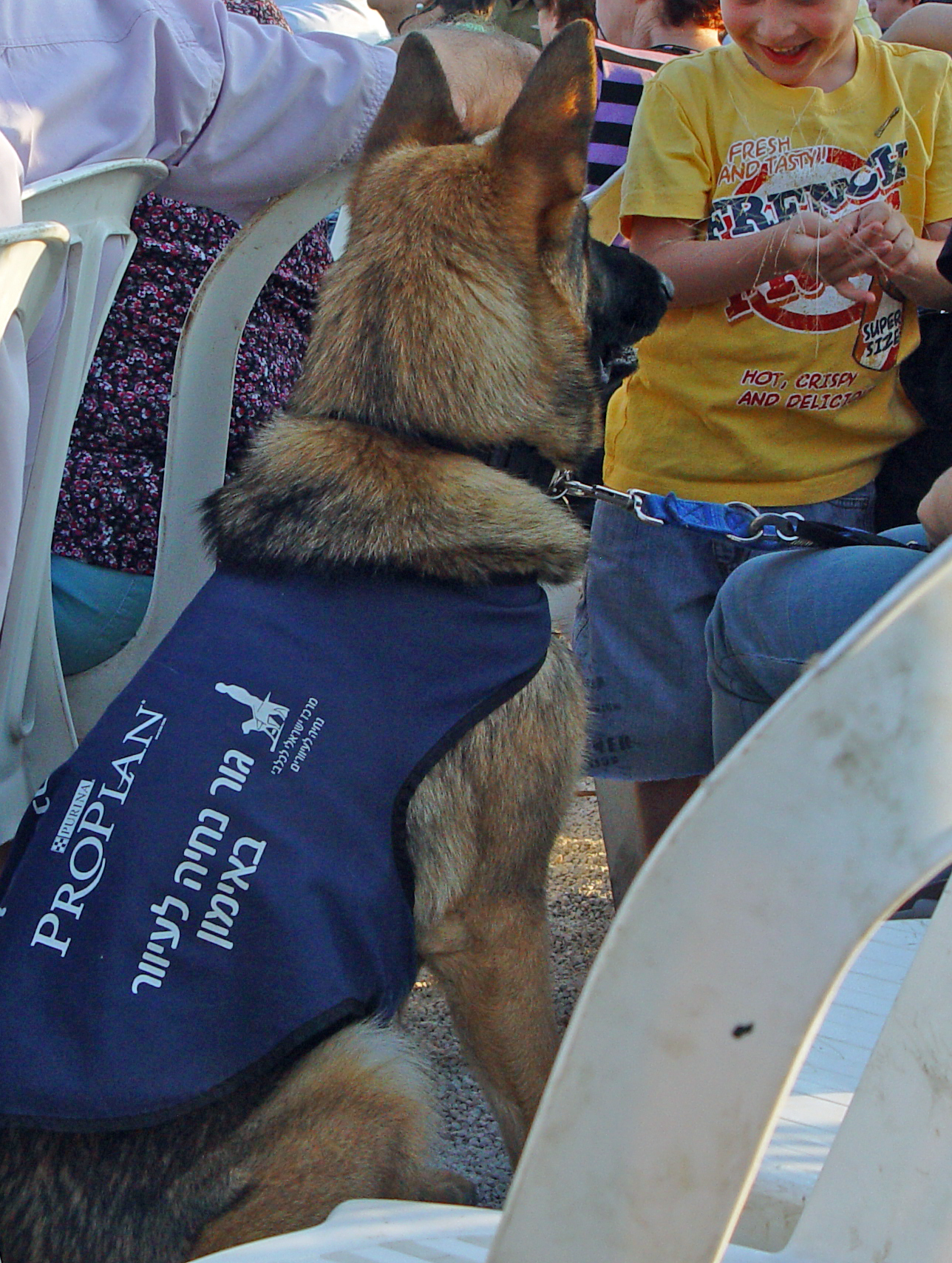
Un cane guida in Israele

Nonostante la presenza di regolamentazioni e normative che negano l'accesso di animali in ristoranti e altri spazi pubblici, in molti paesi i cani guida e altri tipi di cani di assistenza sono protetti da leggi e pertanto possono accompagnare i loro addestratori in molti luoghi aperti al pubblico.
Le normative e le regolamentazioni variano nelle diverse aree del mondo:
- Negli Stati Uniti la legge “Americani con disabilità” (Americans with Disabilities act) proibisce l'inserimento del divieto d'accesso di cani guida in ogni tipo di attività commerciale, agenzia governativa o altre organizzazioni che prevedono l'accesso al pubblico in generale. Tuttavia le organizzazioni religiose non sono tenute a concedere tale accesso. Per quanto riguarda i cani guida in formazione normalmente è l'amministrazione pubblica di ciascuno stato a elargirne i diritti. Inoltre la legge delle “abitazioni giuste” (Fair Housing act) esige che i proprietari permettano agli inquilini di avere dei cani guida, o altri tipi di animali di assistenza, in residenze che normalmente non consentono la presenza di animali e che a tali inquilini non siano addebitati di costi aggiuntivi. L'Ufficio delle abitazioni giuste e pari opportunità del dipartimento americano della casa e dello sviluppo urbano (The U.S. Department of Housing and Urban Development's Office of Fair Housing and Equal Opportunity) investiga sulle denunce dovute al rifiuto pubblico di richieste di alloggi adatti ad animali di assistenza.[9]
- Nel Regno Unito la legge del 2010 sull'uguaglianza prevede che le persone con delle disabilità abbiano gli stessi diritti di tutti gli altri ai servizi forniti da negozi, banche, hotel, librerie, pub, taxi e ristoranti. I fornitori di servizi devono attuare degli “aggiustamenti ragionevoli” per soddisfare i proprietari di cani guida e cani di assistenza. Secondo l'articolo 12 della legge sull'eguaglianza è illegale non permettere l'accesso ai taxi ai proprietari di cani di assistenza in presenza del loro cane, ma è possibile avere esenzioni mediche se i taxisti hanno un certificato dal loro dottore.
[10][11]
- In molti paesi Sudamericani e nel Messico l'accesso di cani guida dipende esclusivamente dalla buona volontà del proprietario o gestore. Nelle zone più turistiche, i cani guida sono generalmente accolti senza problemi. In Brasile, tuttavia, il decreto federale del 2006 prevede una concessione da ottenere per i cani guida per accedere in tutti i luoghi pubblici e aperti al pubblico. La metropolitana di Brasilia ha sviluppato un programma che allena i cani guida a guidarla.
- A Malta la legge del 2000 sulle pari opportunità dichiara che è illegale discriminare una persona disabile che ha bisogno di assistenza, in questo caso, di un cane guida. Le uniche eccezioni sono le cucine dei ristoranti, le corsie speciali ospedaliere, i bagni e i locali dove sono presenti altri animali.
- In Australia la legge del 1992 sulla discriminazione delle disabilità protegge i proprietari di cani guida. Ogni stato e territorio ha le proprie leggi, che hanno lievi differenze.
- In Canada i cani guida sono ammessi in tutti i luoghi accessibili al pubblico in generale.
- Nella Corea del Sud è illegare negare l'accesso ai cani guida in tutti i luoghi aperti al pubblico. I trasgressori sono multati non più di 2 milioni di won.
- In Portogallo i cani guida (cani di assistenza) sono permessi in tutti i luoghi accessibili al pubblico in generale. Il decreto-legge-lei n. 74/2007 stabilisce i loro diritti.
- In Svizzera i cani guida sono permessi in tutti i luoghi accessibili al pubblico in generale.
- In Italia la legge n.37 del 14 febbraio 1974 obbliga i mezzi di trasporto e i luoghi pubblici ad accogliere persone dotate di cane guida.[12]

## Discriminazione
Dato che alcune scuole di pensiero nell'Islam considerano i cani in generale impuri, molti tassisti musulmani e proprietari di negozi si sono rifiutati di ospitare clienti accompagnati da cani guida. Queste persone sono state accusate di discriminazione contro di loro. Tuttavia nel 2003 il “Consiglio della Sharia islamica”, un gruppo di supporto che ha sede nel Regno Unito, ha legiferato che il divieto dei cani non si applica a quelli coinvolti in lavori di guida e assistenza.

## I benefici di possedere un cane guida

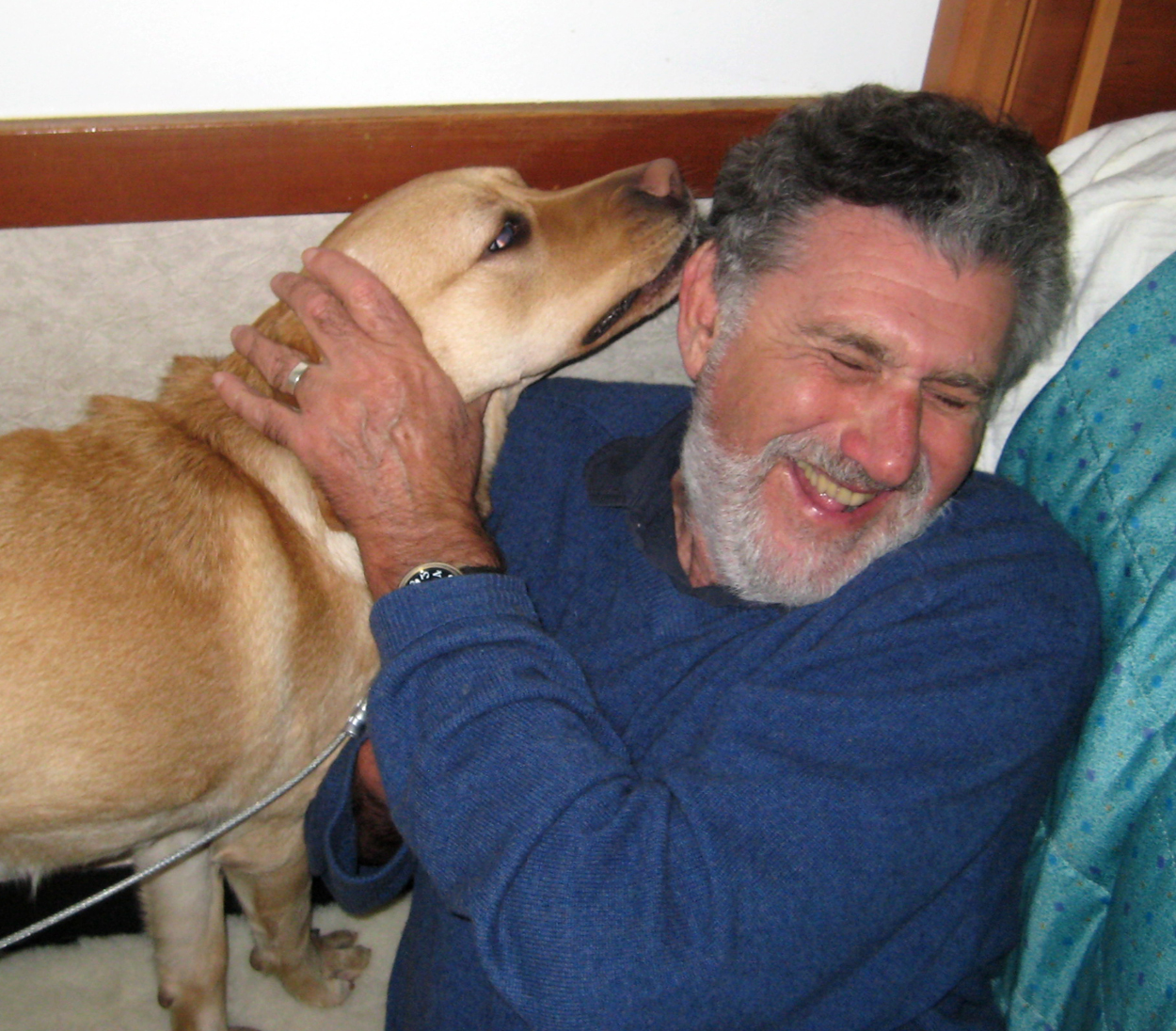
Elliot Aronson, un noto psicologo sociale e il suo cane guida, Desilu, che ricevette nel gennaio 2011

Gli studi mostrano come possedere un animale o effettuare una pet therapy porti effetti positivi sul piano psicologico, sociologico e fisiologico. I cani guida in particolare, portano innumerevoli benefici e aiutano in vario modo. Essi conferiscono ad un individuo non vedente una maggiore fiducia, sicurezza e danno un senso di amicizia. I non vedenti che utilizzano i cani guida sono più fiduciosi nell'affrontare la loro vita quotidiana e sono confortati dal loro amico fedele. La compagnia offerta da un animale aiuta a ridurre ansia, depressione e solitudine. Grazie al fatto che i cani offrono supporto, sicurezza e compagnia, il livello di stress si riduce e di conseguenza migliorano le condizioni cardiovascolari. Diversi studi identificano il “possedere un cane” come un fattore di maggior recupero in seguito a una malattia, ma anche di miglioramento della salute in generale.
I cani guida rendono più facile lo spostamento e quindi permettono la realizzazione di una maggiore quantità di esercizi e passeggiate. Le persone sono più disposte a spostarsi in altri posti e provano un senso di indipendenza. È più facile incontrare persone e socializzare e le persone sono più propense a offrire un aiuto a non vedenti in presenza di un cane guida. I cani possono anche condurre ad un aumento dell'interazione con altre persone. Essi sono visti come un modo per rompere il ghiaccio in una conversazione, in quanto diventano l'argomento di cui parlare. In molti casi i cani guida offrono la possibilità di fare un'esperienza che cambia la vita. Essi sono più vantaggiosi di lunghi bastoni quando una persona si ritrova in luoghi sconosciuti. Il cane indica la strada giusta, invece di dover perlustrare intorno chiedendosi se c'è la possibilità di imbattersi in qualcosa e rendono più rilassante il momento in cui si va incontro a situazioni sconosciute. Andare dal punto A al punto B è molto più veloce e sicuro con un cane guida. I proprietari di un cane guida condividono un legame speciale con il loro cane. Molti raccontano che il cane è un membro della famiglia e si rivolgono al loro cane per avere un conforto e un supporto. Il cane non è considerato un cane da lavoro, ma piuttosto un amico fedele. Tuttavia è importante ricordare che i cani guida sono animali da lavoro e non dovrebbero essere distratti e trattati come dei cani normali mentre stanno lavorando.